# Герцог де Монтелеон

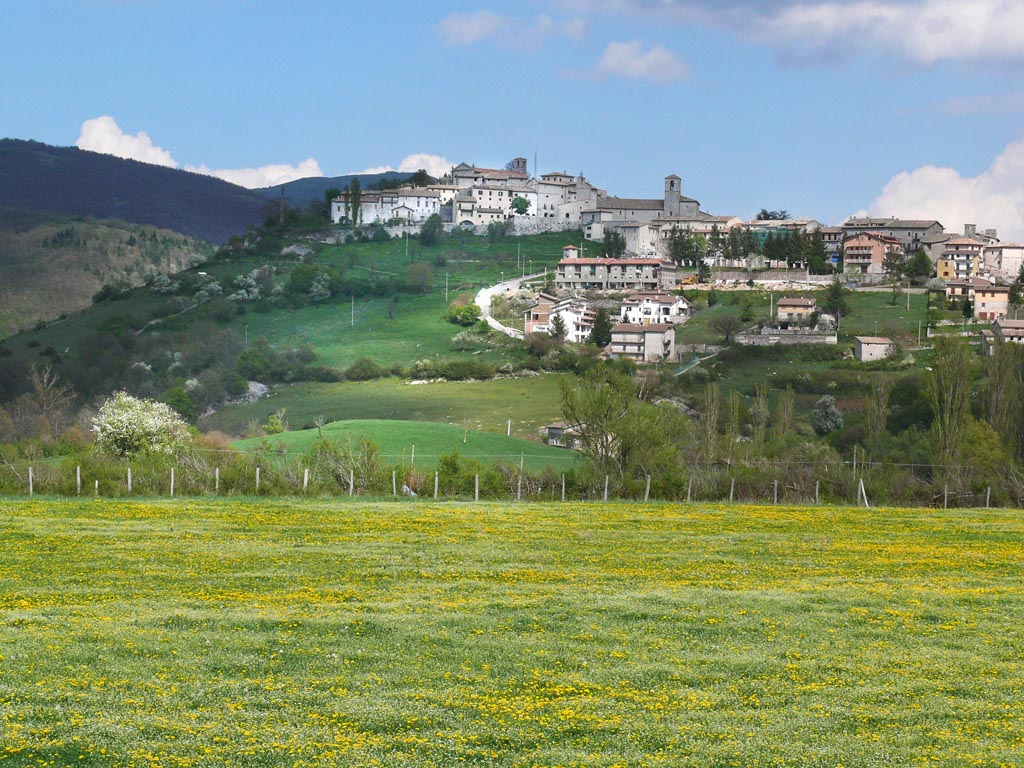
Монтелеоне-ди-Пулья, провинция Фоджа, регион Апулия

Герцог де Монтелеон (герцог ди Монтелеоне) — испанский аристократический титул, созданный 29 марта 1527 года королем Карлом I для Этторе Пиньятелли и Карраффа, 2-го графа ди Монтелеоне, 2-го графа ди Боррелло (ок. 1465—1535), наместника в Сицилии и Неаполе.
Этторе Пиньятелли был сыном Камило Пиньятелли, графа ди Боррелло (ум. 1529), и Джулии Карраффа. Он женился на Диане Фольк де Кардона, дочери Педро Фолька де Кардоны, 3-го графа ди Коллесано, и Сюзанны Гонзага. Вторично Этторе Пиньятелли женился на Эмилии Вентимилья. Его потомки были герцогами ди Монтелеоне в Неаполе до создания Итальянской республики.
22 февраля 1893 года король Испании Альфонсо XIII пожаловал титул герцогини де Монтелеон Марии дель Росарио Перес де Баррадас и Фернандес де Кордове, 1-й герцогине Монтелеон де Кастильбланко, 13-й маркизе де Пеньяфлор, 3-й маркизе де Бэй, вдовствующей графине де Сан-Бернардо (1855—1928).
Мария дель Росарио Перес де Баррадас и Фернандес де Кордова была дочерью Хауна Баутиста Переса де Баррадаса и Бернуя (1830—1891), 10-го маркиза де Пеньяфлор, 8-го маркиза де Кортес-и-Граэна.
Название титула происходит от названия итальянского города Монтелеоне-ди-Пулья, провинция Фоджа, регион Апулия.

## Герцоги де Монтелеон
|                                   | Титул | Период                            |
| Креация создана Карлом I          | Креация создана Карлом I | Креация создана Карлом I          |
| Титул Неаполитанского королевства | Титул Неаполитанского королевства | Титул Неаполитанского королевства |
| --------------------------------- | --- | --------------------------------- |
| I                                 | Этторе I Пиньятелли Карраффа (ок. 1465—1535), сын Карло Пиньятелли (1421—1476) | 1527-1535                         |
| II                                | Этторе II Пиньятелли Карраффа (ок. 1490—1579), сын Камилло Пиньятелли, графа де Боррелло (ум. 1529), и Джулии Карраффы, внук предыдущего | 1535-1579                         |
| III                               | Камилло Пиньятелли и Фольк де Кардона (ок. 1525 — 28 марта 1583), сын Этторе Пиньятелли (ок. 1490—1579), и Дианы Фольк де Кардоны, внук Камилло Пиньятелли (ум. 1529) и правнук Этторе Пиньятелли Карраффы (ок. 1465—1535)                                         | 1535 — 1583                       |
| IV                                | Этторе Пиньятелли и Колонна (28 октября 1574 — 4 августа 1622), сын предыдущего и Джироламы Колонны | 1583-1622                         |
| V                                 | Джиролама Пиньятелли и Караччоло (7 ноября 1599 — 24 сентября 1667), дочь предыдущего и Катарины Караччоло (1573—1622) | 1622-1667                         |
| VI                                | Этторе Пиньятелли и Пиньятелли (17 июня 1620 — 8 марта 1674), сын предыдущей и Фабрицио Пиньятелли, 3-го принца де Нойя, 5-го герцога де Монтелеоне (1604—1664) | 1667-1674                         |
| VII                               | Андреа Фабрицио и Пиньятелли д’Арагона (25 января 1640 — 27 июля 1677), сын предыдущего и Джованны Тальявиа д’Арагона Кортес, 5-й герцогини де Терранова (1619—1692)                                                                                               | 1674-1677                         |
| VIII                              | Джованна Пиньятелли (6 ноября 1666 — 22 июня 1723), дочь предыдущего и Антонии Пиментель и Бенавидес (1646—1707) | 1677-1723                         |
| IX                                | Диего Пиньятелли д’Арагона Кортес (21 января 1687 — 28 ноября 1750), сын предыдущей и Николы Пиньятелли (1648—1730) | 1723-1750                         |
| X                                 | Фабрицио Маттиа Пиньятелли д’Арагона Кортес (24 февраля 1718 — 28 сентября 1763), сын предыдущего и Маргариты Пиньятелли (1698—1774) | 1750-1763                         |
| XI                                | Этторе Пиньятелли Тальявиа д’Арагона Кортес (8 сентября 1742 — 27 февраля 1800), сын предыдущего и Констанцы де Медичи (1717—1799) | 1763-1800                         |
| XII                               | Диего Мария д’Арагона Пиньятелли Кортес (12 января 1774 — 14 января 1818), второй сын предыдущего и Анны Марии Поколомини д' Арагона, 6-й принцессы ди Валье (1748—1812)                                                                                           | 1800-1818                         |
| XIII                              | Джузеппе д’Арагона Пиньятелли Кортес (10 ноября 1795 — 25 сентября 1859), второй сын предыдущего и Марии Кармелы Караччоло (1773—1832) | 1818-1859                         |
| XIV                               | Диего д’Арагона Пиньятелли Кортес (26 ноября 1823 — 9 марта 1880), второй сын предыдущего и Бланки, графини Луччеси-Палли (1801—1884) | 1859-1880                         |
| XV                                | Антонио д’Арагона Пиньятелли Кортес (1 апреля 1827 — 14 августа 1881), младший брат предыдущего | 1880-1881                         |
| XVI                               | Джузеппе д’Арагона Пиньятелли Кортес, известный также как Джозеф Пиньятелли Арагона и Фарделла (28 августа 1860 — 8 марта 1938), старший сын предыдущего и Марианны Фарделла (1829—1893)                                                                           | 1881-1938                         |
| XVII                              | Антонио Пиньятелли д’Арагона и Гандара (12 декабря 1892 — 3 декабря 1958), единственный сын предыдущего и Росы де да Гандара и Пласаола (1869—1846) | 1938-1958                         |
| XVIII                             | Джузеппе Пиньятелли д’Арагона Кортес (9 октября 1931—1984), единственный сын предыдущего и Беатрис Молиньё (род. 1906) | 1958-1984                         |
| Титул Испанского королевства      | |                                   |
| Креация создана Альфонсо XIII     | |                                   |
| I                                 | Мария дель Росарио Перес де Баррадас и Фернандес де Кордова, 13-я маркиза де Пеньяфлор (30 августа 1855—1928), дочь Хуана Баутисты Переса де Беррадаса и Бернуя, 10-го маркиза де Пеньяфлор (1830—1891), и Марии Терезы Фернандес де Кордобас и Гонсалес де Агилар | 1893-1928                         |
| II                                | Состенес Пиньятелли де Арагон и Падилья (25 мая 1873—1942), сын Хуана Висенте Пиньятелли и Антентас, 23-го графа де Фуэнтес (1829—1880), и Марии Кристын Петры Паулы де Падилья и Лаборд (1830—1901)                                                               | 1928-1942                         |
| III                               | Карлос де Льянза и де Альберт (1914—1968), сын Луиса Гонзага де Льянса и Бобадилья, 11-го герцога де Сольферино (ум. 1971), и Марии де лос Долорес Альберт де Перальта и Депюжоль де Сенайллосы (род. 1891)                                                        | 1942-1968                         |
| IV                                | Карлос Луис де Льянза и де Домек (род. 12 января 1939), сын предыдущего и Петры де Домек и де ла Рива | 1968- ?                           |
| V                                 | Хосе Мария Пиньятелли де Арагон и Бургос (род. 12 июня 1959), сын Анхеля Антонио Пиньятелли де Арагона и Рамоса (ум. 1985) и Изабель Рургос Герреро | 1996 — настоящее время            |